# Сигизмунд (Австрия-Тирол)
Вижте пояснителната страница за други личности с името Сигизмунд.
Сигизмунд Австрийски (на немски: Si(e)gmund или Sigismund, „der Münzreiche“; * 26 октомври 1427, Инсбрук; † 4 март 1496, Инсбрук) е титулар-ерцхерцог на Австрия и регент на Горна Австрия и Тирол.

## Произход
Сигизмунд произлиза от Леополдинската линия на род Хабсбурги. Той е син на херцог Фридрих IV от Тирол († 1439) и втората му е съпруга принцеса Анна фон Брауншвайг-Волфенбютел (1390 – 1432), дъщеря на херцог Фридрих I († 1400) от Херцогство Брауншвайг-Люнебург и съпругата му принцеса Анна фон Саксония-Витенберг († 1426).

## Управление
Когато умира баща му Сигизмунд е едва на 12 години. За негов настойник е избран братовчед му Фридрих III.
Сигизмунд трябва да се ожени за френската кралска дъщеря Радегунда, най-възрастната дъщеря на Шарл VII, но тя умира през 1445 г. преди да могат да се оженят. До 19 години Сигизмунд е практически затворник на Фридрих III.
През 1446 г. Сигизмунд поема регентството на Тирол и Горна Австрия с резиденция Инсбрук. През 1469 г. ещо продава част от своите земи около Рейн и в Елзас на бургундския херцог Карл Смели. Когато се подобрява финансовото му положение решава да ги изкупи обратно от Бургундия, а когато Карл Смели отказва, се сключва в 1474 година антибургундски съюз с Швейцария и свободните градове на Елзас (договор от Констанц). При подписване на договора, Сигизмунд се отказва от претенцията на Хабсбургите за швейцарските кантони „окончателно и завинаги“. Този съюз става повод за начало на Бургундските войни (1474 – 1477). През ноември 1474 година швейцарско-тиролските войски разбиват херцога на Бургундия в битката при Ерикур. Скоро след това Карл Смели връща на Сигизмунд неговите земи, желаейки да изведе Хабсбургите от войната. През 1477 година бургундският херцог загива в сражение с швейцарците при Нанси.
През 1477 г. Сигизмунд е издигнат от император Фридрих III официално на ерцхерцог. През 1487 г. Сигизмунд започва нападателна война против Република Венеция, без спечелване на територии от двете страни. През 1490 г. по масово настояване на тиролските съсловия той предава управлението на крал Максимилиан I.
През 1496 г. Сигизмунд умира като с него прекъсва старата странична Тиролска линия на Леополдинската линия. Той е погребан в княжеската гробница на манастир Стамс.

## Бракове
Първи брак: 12 февруари 1449 г. в Инсбрук с принцеса Елеонор Стюарт (1431 – 1480), дъщеря на крал Джеймс I от Шотландия и съпругата му Джоан Бофор. Тя умира при раждането на тяхното първо дете, Волфганг (*/† 20 ноември 1480).
Втори брак: 24 февруари 1484 г. в Инсбрук с 16-годишната принцеса Катарина Саксонска (1468–1524), дъщеря на херцог Албрехт III († 1500) от Саксония и неговата съпруга принцеса Сидония Бохемска (1449 – 1510), дъщеря на Иржи Подебради, крал на Бохемия. Бракът остава бездетен. Но Сигизмунд имал множество извънбрачни деца.